# 11 mai 1976
Le mardi 11 mai 1976 est le 132e jour de l'année 1976.

## Naissances
- Abe Audish, animateur américain
- Alexander Perls, compositeur
- Annelise Hesme, actrice française
- Colleen, compositrice interprète française
- Helle Fagralid, actrice danoise
- Jalil Lespert, acteur, réalisateur et scénariste français
- Kardinal Offishall, rappeur et producteur canadien
- Kaspar Dalgas, joueur de football danois
- Lloyd Pierce, entraîneur américain de basket-ball
- Marcílio Alves da Silva, joueur de football libanais
- Melvin Manhoef, kick-boxeur et pratiquant néerlando-surinamais d'arts martiaux mixtes
- Pedro da Silva Martins, compositeur portugais
- Sahlene, chanteuse suédoise
- Yukihiko Sato, joueur de football japonais

## Décès
- Alvar Aalto (né le 3 février 1898), architect et designer finnois
- Camille Schmit (né le 30 mars 1908), compositeur belge
- Joaquín Zenteno Anaya (né le 11 novembre 1921), général, ministre des affaires étrangères et diplomate bolivien
- Raymond M. Kennedy (né en 1891), architecte américain
- Ogiwara Seisensui (né le 16 juin 1884), poète japonais
- Serafima Birman (née le 10 août 1890), actrice

## Événements
- Signature à Bruxelles d’un traité commercial et de coopération entre la CEE et Israël.